# بروما (لاعب كرة قدم)
إسمه الكامل أرميندو تويه نا بانغا (بالبرتغالية: Armindo Tué Na Bangna) وإسمه الرياضي بروما (بالبرتغالية: Bruma) هو لاعب كرة قدم برتغالي من أصل بيساوي ولد في يوم 24 أكتوبر 1994 في مدينة بيساو في غينيا بيساو، يلعب حالياً مع نادي ريال سوسيداد على سبيل الإعارة من غلطة سراي وسبق له اللعب مع نادي غازي عنتاب سبور وسبورتينغ لشبونة، لعب مع منتخب البرتغال لكرة القدم تحت 21 سنة، يبلغ طوله 173 سم.

## مسيرته الكروية
لعب بروما خلال مسيرته الاحترافية مع 7 أندية في عشرة مواسم وسجل خلالها 30 هدف ضمن 186 مباراة. حيث فاز في موسمين بالكأس وفي موسم واحد بالدوري.
خاض بروما مسيرته مع نادي سبورتينغ لشبونة في موسم 2012–13 لمدة موسم واحد، مشاركًا في 13 مباراة سجل خلالها هدفًا واحدًا. ثم انتقل إلى نادي غازي عنتاب سبور في موسم 2013–14 لمدة موسم واحد، حيث لم يشارك في أي مباراة ولم يسجل أي هدف. لينتقل بعدها إلى نادي غلطة سراي في موسم 2014–15 في المرة الأولى ولمدة موسمين ثم في موسم 2016–17 لمدة موسم واحد، مشاركًا طوالها في 56 مباراة سجل خلالها 12 هدفًا. ثم انتقل إلى نادي ريال سوسيداد في موسم 2015–16 لمدة موسم واحد، مشاركًا في 32 مباراة سجل خلالها هدفين. هذا وانتقل لاحقًا إلى نادي آر بي لايبزيغ في موسم 2017–18 ولمدة موسمين، مشاركًا في 42 مباراة سجل خلالها 5 أهداف. ثم انتقل بعدها إلى نادي آيندهوفن في موسم 2019–20 لمدة موسم واحد، مشاركًا في 18 مباراة سجل خلالها 3 أهداف.

## روابط خارجية
- بروما على موقع الاتحاد الدولي (مؤرشف)  (الإنجليزية)
- بروما على موقع الاتحاد الأوربي (الإنجليزية)
- بروما على موقع اتحاد تركيا (لاعب) (الإنجليزية)
- بروما على موقع قاعدة بيانات كرة القدم.إي يو (الإنجليزية)
- بروما على موقع ليكيب (الفرنسية)
- بروما على موقع ناشيونال فوتبول تيمز (الإنجليزية)
- بروما على موقع Soccerbase.com (لاعب) (الإنجليزية)
- بروما على موقع Soccerway.com (الإنجليزية)
- بروما على موقع عالم كرة القدم.نت (الإنجليزية)
- بروما على موقع AS.com (الإسبانية)